# Jérôme Baullery
 (avril 2019).
 (avril 2019).
- Si vous ne connaissez pas le sujet, laissez ce bandeau (vous pouvez alors contacter les auteurs).
- Si vous supprimez le contenu mis en cause (vous pouvez préalablement contacter les auteurs),

argumentez précisément cette suppression dans la page de discussion
(un manque de référence n'est pas un argument ; une recherche réelle de référence doit avoir été effectuée, être formellement documentée).
Jérôme Baullery ou Bollery (né vers 1532, mort à Paris en 1598), est un peintre français du XVIe siècle, père du peintre Nicolas Baullery (v.1560-1630) avec lequel il a longtemps été confondu.

## Biographie
Jérome Baullery est le fils de Pasquier Baullery (vers 1490-vers 1549), facteur d'orgues à Paris, demeurant vers 1535 porte Bordelle et jouissant vers 1540 d'un jardin rue des Poteries, et de sa femme Denise Bourdin. Jérôme est leur quatrième enfant et le troisième garçon d'une fratrie de sept dont six sont encore mineurs lorsque le père meurt vers 1549. Pour leur préserver leur héritage, Denise Bourdin fait établir, en 1551, dans la maison à l'enseigne de la Bannière de France, rue de la Verrerie, l'inventaire après décès de son époux,. L'aînée de ses filles, Geneviève, étant déjà mariée à Antoine Fournet (?-1580), maître cordonnier, ce dernier est alors cité comme co-tuteur du jeune Jérôme et de ses frères et sœurs, Adrien, Jean, Denis, Marie, et Pierre. Quelques jours plus tard, le 20 juin 1551, Denise Bourdin, veuve Baullery, se remarie avec Louis Rigault, marchand brodeur « hors la porte Saint-Germain », veuf avec plusieurs enfants d'un premier lit, dont l'aînée, Roberte Rigault, est déjà marié à Antoine de Montmartre, également marchand brodeur,.
En 1552, Jérôme Baullery, âgé de 20 ans, entre dans l'atelier du peintre Michel Rochetel,. Maître de la corporation des peintres vers 1560, il se présente sans succès aux élections de jurés de la maîtrise parisienne en 1575 et en 1584. Il est souvent cité par les chroniqueurs du XVIIe siècle, tels Félibien et Florent Le Comte, parmi les artistes actifs à la fin du XVIe siècle ou au début du règne d'Henri IV.
À partir de 1576 il demeure rue de la Verrerie, paroisse Saint-Jean-en-Grève dans une maison acquise par échange, que son fils et héritier Nicolas rachètera en 1602 aux cohéritiers.
Jérôme Baullery meurt en 1598, laissant veuve sans enfants sa seconde épouse Denise Voisin, et de sa première femme trois enfants majeurs, plus précisément un fils, Nicolas et deux filles, Judith, veuve avec trois enfants de Théodore Verlant, et Geneviève, mariée au peintre Jacques Quesnel.

### Mariages et descendance
Jérôme Baullery épouse, selon Vladimir Nestorov « sans doute vers la fin des années 1550 », en premières noces, Marie Mallo ou Mallet (décédée après 1588), fille du marchand Gervais Mallo, cité en 1581 comme « marchand libraire juré en l'Université » demeurant rue Saint-Jacques, à l'enseigne de l'Aigle d'Or. Veuf avec trois enfants, il épouse, en secondes noces, le 15 janvier 1593 Denise Voisin, mariage célébré le 17 janvier, resté sans postérité. Les enfants du premier lit sont
- Nicolas Baullery (v.1560-1630) qui épouse en premières noces Edmée Lefebvre (dont quatre enfants) et en secondes noces Marie Delisle (dont trois enfants)
- Judith Baullery qui épouse en premières noces le peintre Théodore Verlant, (dont Pierre et deux autres enfants) et en 1599 en secondes noces Gabriel I. Blanchard[24] (dont Jacques et Jean Blanchard)
- Geneviève Baullery (†1631[N 2] qui épouse le peintre Jacques Quesnel (†1629), fils de François Quesnel.

## Œuvres
Le département des arts graphiques du musée du Louvre conserve huit dessins, attribués à Jérôme Baullery ou à son fils Nicolas Baullery, évoquant Le Pas d'armes de Sandricourt (dit aussi le Tournoi de Sandricourt). Cette joute qui réunit plus de 4 000 personnes, se déroula sur les terres de Louis d'Hédouville à Amblainville du 16 au 20 septembre 1493.